# Мунари, Джанни
Джа́нни Муна́ри (итал. Gianni Munari; 24 июня 1983, Сассуоло) — итальянский футболист, игравший на позиции полузащитника.

## Карьера
Джанни Мунари начал карьеру в молодёжной команде «Сассуоло». В сезоне 2001/02 гг. он проводит свою первую игру за Сассуоло в Серии C2. В 2003 г. он переходит в команду Серии С1 «Джулианова» и забивает за неё 3 мяча. В 2004 г. он дебютирует в составе «Триестины» в Серии B, проводит за неё 33 матча и забивает 5 мячей. В стыковых матчах с «Виченцой» помогает «Триестине» сохранить прописку в Серии B. В 2005 г. переходит в «Верону», выступающую на тот момент в Серии B. Когда он проводит за «Верону» 38 матчей и забивает 4 мяча, его игру замечает «Палермо» и летом 2006 г. приобретает игрока. За «Палермо» он проводит 2 игры в Кубке Италии и 3 в Кубке УЕФА.
В период зимнего трансферного окна 31 января 2007 г. «Палермо» проводит обмен Мунари на Гильермо Джакомацци из «Лечче» на правах аренды. В оставшейся половине сезона Серии B Мунари забивает 2 мяча в ворота «Фрозиноне» (5-0) и один против «Триестины». В сезоне 2007/08 Мунари проводит за «Лечче», который занимает 3 место и продолжает борьбу за последнюю путевку в Серию A в стыковых матчах, 38 матчей (в стартовом составе — 26), забивает 1 мяч. В стыковых матчах «Лечче» обыгрывает «Пизу» и «Альбинолеффе» и выходит в серию A, а Мунари проводит все 4 встречи в стартовом составе. 31 августа 2008 г. состоялся дебют Мунари в Серии A против «Торино» в Турине (3-0 в пользу хозяев). 26 января в «Лечче» против того самого «Торино» он забивает свои первые мячи (дубль) в Серии A. Всего в сезоне, который для «Лечче» оказался провальным — вылет в Серию B, он провел 25 матчей и забил 4 мяча. В июне 2009 г. ему проводят хирургическую операцию, и он пропускает несколько месяцев. В сезоне 2009/10 проводит 26 встреч, забивает 6 мячей и становится одним из главных героев команды, которая побеждает в Серии B. 25 июня 2010 г. «Палермо» и «Лечче» обновили аренду игроков, заключенную ранее.

## Достижения
«Лечче»
- Победитель Серии B: 2009/10